# Riikka Pulkkinen
Riikka Pulkkinen, född  8 juli 1980 i Tammerfors, är en finländsk författare. Pulkkinen växte upp i Uleåborg där hon också var aktiv som medeldistanslöpare. Senare flyttade hon till Helsingfors för att studera teoretisk filosofi och litteraturhistoria.